# خوان سانتاماريا
 خوان سانتاماريا  (بالإسبانية: Juan Santamaría)‏ (29 أغسطس 1831 - 11 أبريل 1856)، رسميا هو البطل القومي لجمهورية كوستاريكا. ويسمى يوم وفاته وهو يوم عطلة فيها بيوم خوان سانتا ماريا.
ولد في مدينة الأخويلا. عندما أطاح بحكومة نيكاراغوا المغامر والمرتزق الأمريكي الجنسية وليام ووكر، وحاول استعمار باقي الدول في أمريكا الوسطى، بما فيها كوستاريكا، وذلك لخلق الإمبراطورية شخصية مسخرة للرقّ، أين كانت البلاد بقيادة خوان رافائيل مورا بوراس كرئيس للجمهورية ودعا الناس إلى حمل السلاح والزحف على نيكاراغوا لقتال الغزاة. سانتا ماريا، العامل الفقير وابن أم عازبة، تجند في الجيش، كضارب على الطبل. وسموه زملاؤه ب آلريزيو أي القنفذ) بسبب شعره.
بعد واجهت مجموعة من الجنود ووكر في سانتا روزا بكوستاريكا، واصلت القوات المسير إلى الشمال مدينة ريفاس بنيكاراغوا 8 أبريل 1856. وكان القتال العنيف بين الفريقين وفشلت قوات كوستاريكا من طرد رجال ووكر في نزل بالقرب من وسط المدينة، والسيطرة على المدينة.
تقول الأسطورة أن في 11 أبريل طلب خوسيه ماريا كانياس القائد الكوستاريكي من أن يقوم أحد الجنود بالتوجه نحو نزل حاملا شعلة لحرق النزل. فحاول العديد من الجنود ولكن دون جدوى، وتطوع أخيرا سانتاماريا بعد أن اشترط عليهم أنه إذا مات أن يقوموا برعاية والدته. ولكنه عند توجهه نحو النزل أصيب بجروح قاتلة من نيران العدو. ومع ذلك، وقبل أن يموت، واصل المسير إلى أن تمكن من إشعال النار في النزل، والإسهام بشكل حاسم لفوز ريفاس ودحر المرتزقة.